# Masacrul de la Camenița

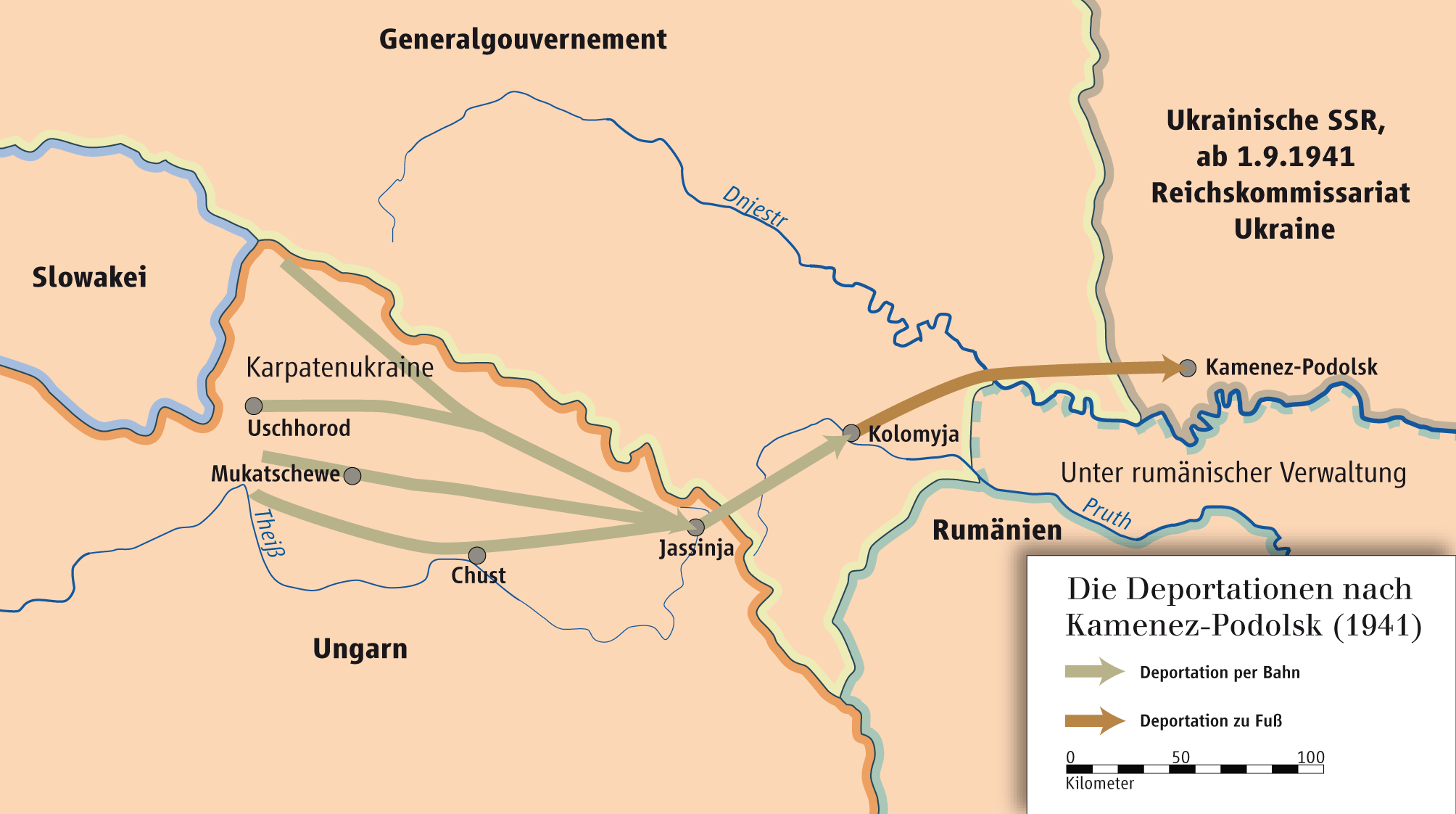
Harta deportărilor spre Camenița

Masacrul de la Camenița a avut loc între 27 și 29 august 1941. Aproximativ 23.600 de evrei au fost uciși de autoritățile naziste la periferia orașului Camenița (în ucraineană Kameneț-Podolski), situat în apropierea frontierei cu România. 
Acest masacru a marcat o schimbare de scară în politica de exterminare efectuată de naziști pe frontul de est începând cu sfârșitul lunii iulie a anului 1941. Exterminările erau supervizate de Einsatzgruppen, unități criminale mobile de pe lângă RSHA și SS.
Particularitatea evenimentelor care au avut loc în Kameneț-Podolski constă în faptul că a fost primul masacru de mare amploare, în care, pe lângă bărbații apți de a purta arme, au fost uciși copii, femei și bătrâni. Deosebită a fost și originea evreilor executați. Mulți au fost aduși din Ungaria fascistă, unde guvernul marionetă a decis să deporteze mii de evrei cu cetățenie nemaghiară (fiecare evreu din Ungaria era obligat să dovedească cu acte că este din familie de cetățeni maghiari până la străbunici) sau apatrizi, fără ca Germania nazistă să le fi sugerat măcar așa ceva.

## Istoric

### Contextul
Originea evreilor masacrați
Între 1938 și 1941 Ungaria amiralului Miklós Horthy, țara care a pierdut o mulțime de teritorii după Primul Război Mondial, anexează teritoriile pe care le consideră a fi ale ei. În total, aproape 5 400 000 de locuitori suplimentari, din care aproximativ 324 250 erau evrei, aceștia din urmă fiind concentrați în principal în est (Rutenia Subcarpatică, regiune până atunci cehoslovacă și formând acum în Ungaria, o entitate teritorială în afara dreptului comun al comitatelor) și partea de nord-vest a țării. În plus, se estimează că, la începutul războiului, aproximativ 35.000 de evrei polonezi, germani, austrieci sau cehoslovaci, fugind de armata nazistă, s-au refugiat în Ungaria. Cu toate acestea, guvernul ungar este în majoritatea lui antisemit, și caută să scape rapid de acești evrei, "străini". 
Vara anului 1941, începutul unui val de masacre antisemite
Această oportunitate a venit în vara anului 1941. Germania, încălcând acordurile secrete de neagresiune semnate la 23 august 1939, a declarat război Uniunii Sovietice declanșând, la 22 iunie 1941, Operațiunea Barbarossa. 
Înaintarea Wehrmacht-ului a fost rapidă pe tot frontul de est, și foarte repede intră pe teritoriul sovietic, după ce, în prealabil, își asigurase controlul unei zone ce se întindea de la Țările Baltice până în sudul Ucrainei. În această zonă trăiau aproximativ 4 000 000 de evrei, chiar dacă se estimează că aproximativ un milion și jumătate dintre ei fugiseră deja. În timpul înaintării armatei naziste, se declanșează spontan, în întreaga zonă cucerită, o mulțime de pogromuri și masacre antisemite. 
În iulie 1941 Reinhard Heydrich, șeful Gestapo (Geheime Staats Polizei - Poliția Secretă de Stat) și al Kripo (Kriminalpolizei), primește de la Göring ordinul de a trece la pregătirile pentru „Endlösung der Jugendfrage” (soluția finală a problemei evreiești). Dacă „problema evreiască” rămânea atunci neclară (în special cu privire la soarta femeilor și a copiilor), masacrele comise asupra comunităților evreiești, până atunci spontane, încep să fie organizate, raționalizate și supervizate pe frontul din răsăritul Europei. Dacă tot felul de soldați germani sunt chemați să participe la eliminarea evreilor în lunile care urmează, anumite trupe sunt special desemnate pentru această misiune, inclusiv patru Einsatzgruppen, (în traducere ''trupe de intervenție militară'') care, de fapt, nu erau altceva decât trupe mobile de exterminare.
În Ungaria biroul național pentru controlul străinilor oferă, în momentul acela, un plan pentru expulzarea "indezirabililor" . Obiectivul este de a expulza evreii străini, mai ales a celor situați în Rutenia Carpatică, și să le livreze autorităților germane, situate în Galiția, în partea de est a Ucrainei. După o negociere cu ofițerii Gestapo-ului, Horthy emite, pe 12 iulie 1941, decretul de expulzare a evreilor „de naționalitate dubioasă”. Acesta prevede că orice evreu în imposibilitatea de a-și dovedi cetățenia maghiară, fie că  este din Budapesta, din Rutenia sau din Carpați, va fi prins și predat autorităților germane din Galiția. În timpul arestărilor, autoritățile sunt prea puțin precaute cu privire la naționalitatea victimelor. Este bine documentat faptul că mulți evrei de cetățenie maghiară au fost și ei deportați.

### Desfășurarea masacrului
Deportarea la Kameneț-Podolski
Între 14 iulie și 17 august 1941 cel puțin 16 000 de evrei au fost deportați cu trenul la graniță și apoi într-un camion în afara Ungariei. Majoritatea acestora sunt adunați la Kameneț-Podolski, unde sunt înghesuiți de germani și poliția locală ucraineană în cartierul evreiesc unde există deja mii de evrei locali. Condițiile sunt mizerabile, devenind tot mai sumbre cu fiecare nouă sosire de camion cu deportați. S-a prevăzut uciderea unui număr maxim de evrei începând cu sfârșitul lunii iulie, mai ales că Hitler, implicit, declară că, de acum înainte, femeile și copiii evrei trebuie să fie și ei uciși. Cu toate acestea, Wehrmacht-ul nu știa, la început, ce să facă cu atât de mulți evrei.
Armata germană încearcă să atragă atenția superiorilor săi și autorităților maghiare asupra dificultăților generate de acest aflux. Wehrmachtul a solicitat ca aceștia să fie trimiși înapoi în Ungaria, dar Horthy a refuzat categoric.
Conferința de la Vinnița, hotărârea unui masacru
Un raport trimis de Einsatzgruppe C în data de 28 august, vorbește de fricțiuni între autoritățile germane și cele maghiare, legate de afluxul masiv de evrei. Conferința de la Vinnița, din 23 august 1941, are tocmai scopul de a rezolva această problemă. Friedrich Jeckeln a fost mandatat să rezolve problema, drept pentru care s-a deplasat Kameneț-Podolski.
Sprijinit de unitatea ucraineană de jandarmi, batalionul de poliție 320 și oamenii din compania lui, Friedrich Jeckeln a intrat în orașul ucrainean la sfârșitul lunii august. Evreii au fost preveniți că vor fi expulzați din oraș și mutați spre o destinație necunoscută. Jeckeln, în fruntea Einsatzgruppe C, a soldaților maghiari și a jandarmilor ucraineni, adună 23.600 de evrei. Îi scot până la ieșirea din oraș, unde se găseau mai multe cratere (rezultatul distrugerii unor depozite de muniții efectuată de către sovietici în retragere), care vor folosi ca morminte pentru evreii din oraș, și cele alte câteva mii din Ungaria. 
Masacrul a durat trei zile, din 27 până în 29 august. Evreii trebuie să se dezbrace, în conformitate cu un ritual deja încetățenit, înainte de a fi executați prin împușcare în adâncul gropilor. Mulți însă, doar răniți, au fost îngropați de vii. Jeckeln a reușit să-și țină promisiunea pe care o făcuse la Vinnița, de a termina înainte de 1 septembrie. 
În raportul de activitate al Einsatzgruppe C (''grupul de intervenție''), din data de 11 septembrie 1941, aceste "operațiuni" sunt expediate într-o frază:
''La Kameneț - Podolski au fost omorâți în 3 zile 23.300 de evrei de către un comandou al SS și al Poliției.'' 
Mai mult decât atât, după masacrul de la Kameneț-Podolski, ''Wehrmachtul a cooperat sistematic cu grupele de intervenție (Einsatzgruppen) și forțele de poliție pentru a distruge comunitățile evreiești.''
„la Wehrmacht coopéra systématiquement avec les Einsatzgruppen et les forces de police pour détruire les communautés juives”
.